# L’Illustration
L’Illustration («Иллюстрация») — французский еженедельный журнал, основанный в 1843 году Адольфом Жоанном, Жаком-Жюльеном Дюбоше и Эдуардом Шартоном. Издание осуществлялось в Париже по 1944 год, затем с 1945 по 1955 год под названием «France Illustration». Всего вышло 5293 номеров (около 180 000 страниц).
Редакционная политика издания была достаточно консервативной и патриотической. Журнал защищал христианские ценности и был русофильским во время франко-русского союза. Тираж: 92 000 экземпляров в 1907 году, 650 000 в 1929 году, 75 000 в 1955 году.